# Kenny Kaminski
Kenny Kaminski (Medina (Ohio), 13 de julio de 1993) es un baloncestista estadounidense, que ocupa la posición de ala-pívot en el Iraurgi SB de LEB Oro.

## Trayectoria deportiva
Es un formado a caballo entre Michigan State Spartans y Ohio Bobcats. En la última temporada en Ohio, el jugador americano promedió 11,8 puntos, 3,0 rebotes y 0,9 asistencias durante los 28,3 de minutos de media que ha pasado en pista. En tiros de campo, suma un 39,7 % y desde la línea de tres suma un muy buen porcentaje de 42,6 %. El primer año en la Universidad de Ohio, sus números fueron mejores que la última. Promedió 12,6 puntos, 3,7 rebotes y 1,2 asistencias. A pesar de ello, hay que tener en cuenta que el porcentaje de tiro ha subido este último año, ya que el primer año sumó 38,7 %, mientras que en el triple promedió 36,2 %.
En verano de 2017, el Iraurgi SB hace oficial el fichaje del americano y se convierte en el primer fichaje del equipo azpeitiano, que debutaría en la segunda máxima categoría del baloncesto español.